# Neoraimondia
Neoraimondia es un género de cactus medianos a grandes y se encuentran en las zonas secas a lo largo de la costa del Perú y Bolivia.  

## Descripción
Es un cactus columnar que se ramifica desde la base y alcanza una altura de hasta 15 metros. Los tallos verticales, por lo general de color gris-verdoso alcanzan diámetros de hasta 40 centímetros. Sus 4-8  costillas están muy separadas. Las areolas son grandes, de forma redonda a oblonga, de color marrón tomentoso, espinosas y crecen durante muchos años. Tienen hasta 12 (o más) picos y son flexibles y largas hasta alcanzar los 25 centímetros. Las flores tienen forma de embudo, son rosadas o de color crema. Los frutos son globulares con espinas cortas. Las semillas son negras y están rodeadas por una envoltura viscosa.

## Taxonomía
Neoraimondia fue descrito por Nathaniel Lord Britton & Joseph Nelson Rose y publicado en Cactaceae. Jahrbücher der Deutschen Kakteen-Gesellschaft 2: 181–182, f. 257–260, en el año 1920.
Etimología
El género fue nombrado en honor al explorador, naturalista y científico peruano nacido en Italia, Antonio Raimondi.
Sinonimia
Neocardenasia Backeb.

## Especies
- Neoraimondia arequipensis
- Neoraimondia herzogiana[3][4]